# Імереков Максим Ігорович
Макси́м І́горович Імере́ков (нар. 23 січня 1991, Макіївка, Донецька область) — український футболіст, центральний захисник «Металіста 1925». Виступав за юнацькі та молодіжну збірні України.

## Життєпис
Вихованець футбольної школи донецького «Шахтаря». За основну команду не зіграв жодного матчу, виходячи на поле за молодіжну команду і «Шахтар-3». З літа 2011 по весну 2013 року — у запорізькому «Металурзі».
1 серпня 2013 перейшов у білоруську «Білшину», проте вже 8 серпня залишив клуб за сімейними обставинами, не встигнувши провести жодної гри.
З 2014 по 2016 рік захищав кольори «Олександрії», з якою виграв Першу лігу України у сезоні 2014/15.
Наприкінці липня 2016 року став гравцем білоруського клубу «Торпедо-БелАЗ». Він став головним центральним захисником команди з Жодино і провів 26 ігор чемпіонату Білорусі, в яких відзначився двома голами і двома результативними передачами. У липні 2017 року по завершенні контракту покинув клуб і наступний сезон провів у складі кіпрського «Ерміса».
19 вересня 2018 року став гравцем чернігівської «Десни». У новій команді провів три сезони і встиг за цей час зіграти 61 матч в Прем'єр-лізі та забити 4 голи, а у травні 2021 року по завершенні контракту покинув команду.
1 червня 2021 року підписав дворічний контракт з «Зорею» (Луганськ).

## Досягнення
- Переможець Першої ліги України: 2014/15